# Mongia de Vilamajor

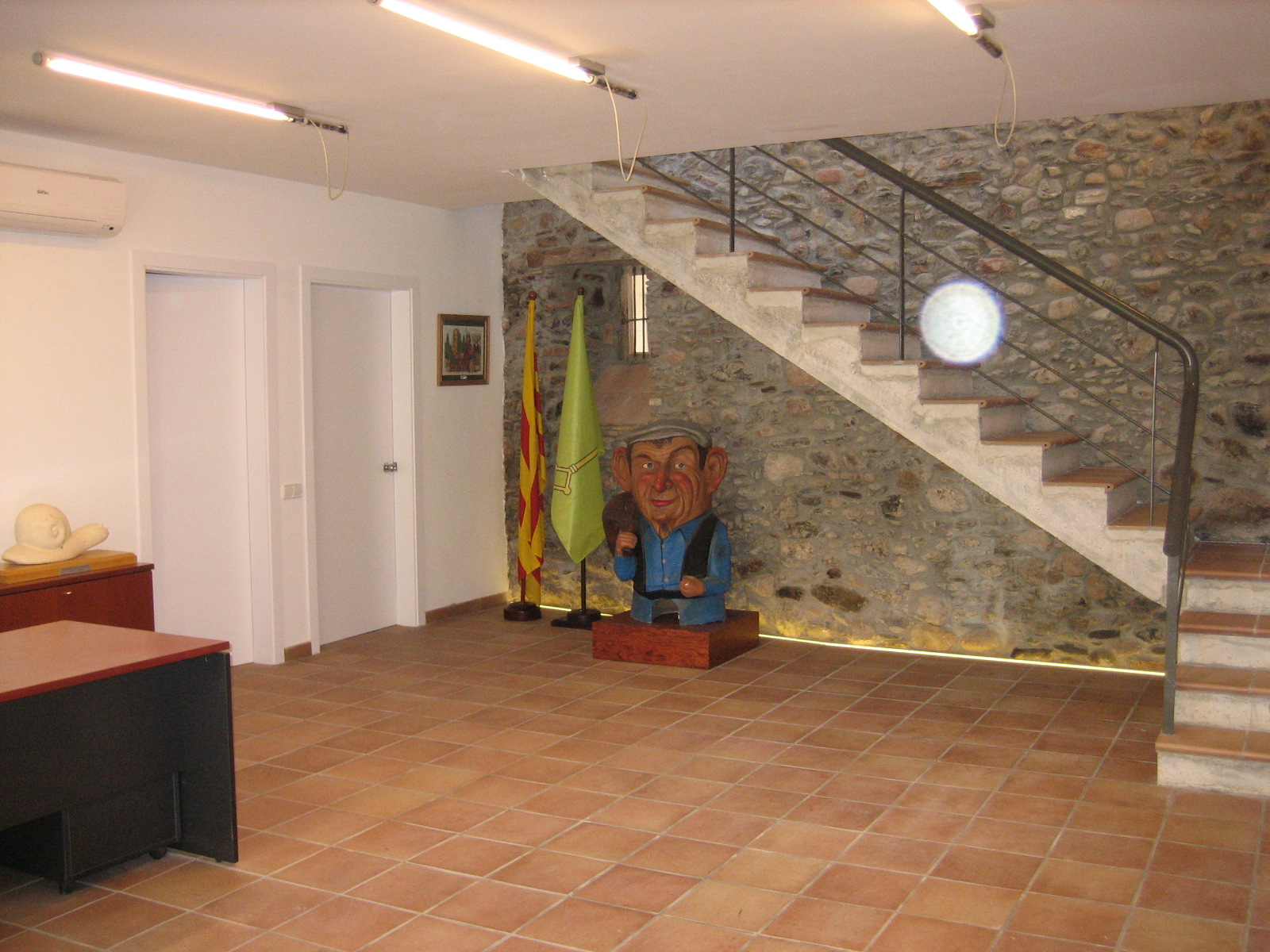
Interior de la Mongia, amb la muralla del castell al fons

La Mongia de Vilamajor era un antic edifici del recinte castral del Palau de Vilamajor, a Sant Pere de Vilamajor (Vallès Oriental), situat dins del recinte sobrià, en un tram de muralla, al carrer de l'Església, núm.3. Antigament albergà una comunitat monàstica als segles X i xi, posteriorment, un habitatge pel monjo de la parròquia de Sant Pere. Més tard, albergà una escola primària i una presó durant el segle xix i xx. Actualment, està catalogada a l'Inventari de Patrimoni Arquitectònic de Catalunya com a part del BCIL de la muralla i és un equipament cultural que s'usa com a punt d'informació del Parc Natural del Montseny.

## Història
Durant els anys 960 i 1060, hi hagué una comunitat de canonges aquisgranesos. La figurà del monjo es mantingué com a ajudant dels preveres de la parròquia que habitava a l'edifici de la Mongia, aferrat a la muralla del castell i a només 20 metres del campanar de l'església. Quan va desaparèixer l'ofici de monjo, al segle xix, l'antic edifici s'emprà a la planta pis com a escola de primària per a nens i a la planta baixa albergà una petita presó d'una sola cel·la. L'edifici fou restaurat el 1925. El 1980, s'enderrocà l'edifici i només en quedà la muralla del castell, conjunt declarat Bé Cultural d'Interès Nacional. L'any 2010, s'hi construí un equipament per albergar-hi un punt d'informació.